# Anne Lockhart
Pour les articles homonymes, voir Lockhart.
Anne Lockhart née le 6 septembre 1953 à New York, est une actrice américaine. Elle est surtout célèbre pour avoir incarné Sheba dans la série Galactica.

## Biographie

### Vie privée
Elle est la fille de l'actrice June Lockhart.

## Filmographie

### Cinéma
- 1973 : Jory : Dora
- 1975 : Slashed Dreams : Tina
- 1977 : Joyride (en) : 'Jeune Cindy
- 1978 : Beyond and Back : Voix additionnelle
- 1978 : Le Convoi (Convoy) de Sam Peckinpah : Dispatcher
- 1980 : Just Tell Me You Love Me : Kris
- 1981 : Earthbound : Mom
- 1982 : Rue de la sardine (Cannery Row) de David S. Ward : Barmaid
- 1982 : E.T., l'extra-terrestre (E.T.: The Extra-Terrestrial) de Steven Spielberg : une infirmière
- 1983 : Le Justicier de minuit (10 to Midnight) : Victime de meurtre
- 1983 : Hambone and Hillie : Roberta Radcliffe
- 1983 : Risky Business : Babysitter
- 1983 : Young Warriors : Lucy
- 1984 : The Oasis : Anna
- 1985 : The Serpent Warriors : Laura Chase
- 1985 : La Chair et le Sang (Flesh+Blood) de Paul Verhoeven
- 1985 : Head Office : Secrétaire
- 1986 : Troll : Jeune Eunice St. Clair
- 1986 : Huit millions de façons de mourir (8 Million Ways to Die) : Officier de police
- 1986 : Blue City : Club Patron
- 1987 : La Veuve noire (Black Widow) : Asst. DA / Hotel Guest
- 1989 : Dark Tower (en) : Elaine
- 1989 : La Petite Sirène (The Little Mermaid) de John Musker et Ron Clements : Additional Voices (voix)
- 1990 : Big Bad John : Femme officier de police
- 1990 : Total Recall : Additional Voices (voix)
- 1991 : Scènes de ménage dans un centre commercial (Scenes from a Mall) (voix)
- 1991 : La Vie, l'Amour, les Vaches (City Slickers) : Ranch Hand / Passenger
- 1991 : Le Dernier Samaritain (The Last Boy Scout) : Football Mom
- 1992 : Basic Instinct de Paul Verhoeven : Disco Patron
- 1992 : Ladybugs : Soccer Mom
- 1992 : Caged Fear : Prisonnière
- 1993 : Wishman : Party Guest
- 1995 : Theodore Rex (vidéo) : Voice Performer (voix)
- 1998 : Bug Buster : Cammie Griffin
- 1999 : A Dog's Tale : Mary Webster
- 2000 : Daybreak, le métro de la mort (Daybreak) : Mrs. Warner
- 2001 : Cahoots : Sylvie
- 2001 : Osmosis Jones : Additional Character Voice (voix)
- 2001 : Last Ride : Dave's Mom
- 2001 : Route 666 : Radio Dispatcher
- 2002 : Disconnected : Jackie
- 2003 : Dickie Roberts: Ex-enfant star (Dickie Roberts: Former Child Star) : Additional character voice
- 2004 : Big Chuck, Little Chuck : Miss Connors
- 2005 : Chicken Little : Additional Voices (voix)
- 2006 : Stick It de Jessica Bendinger : Gymnastic Coach / Mom
- 2007 : Revamped (vidéo) : Celeste
- 2010 : Buried de Rodrigo Cortés : opérateur 911 / opérateur CRT

### télévision
- 1973 : Le Magicien (The Magician) : Mary Rose Cougan
- 1973 : Lisa, Bright and Dark : Elizabeth
- 1978 : Daddy, I Don't Like It Like This : Additional voice
- 1978 : Galactica : Sheba
- 1978 : Donner Pass: The Road to Survival : Additional voice
- 1979 : Chips (saison 03, épisode 07) : Kathy Mulligan
- 1978 : The Deerslayer de Dick Friedenberg : Additional voice
- 1979 : L'Incroyable Hulk un épisode
- 1980 : All Commercials... A Steve Martin Special :
- 1981 : Magnum (saison 1 épisode 10) : Diane Westmore (jeune)
- 1985 : Gidget's Summer Reunion (en) : Larue Powell
- 1986 : Petite annonce pour grand amour (Classified Love) : Reporter
- 1987 : Supercopter (S03E05) : Tess Dixon
- 1986 : Under the Influence : Additional voice
- 1988 : Act of Betrayal : Juror
- 1989 : An Eight Is Enough Wedding : Wedding Guest
- 1993: Docteur Quinn, Femme Médecin : Maureen Quinn
- 1994 : Mariage bionique (Bionic Ever After?) : Carolyn MacNamara
- 1995 : Simon & Simon: In Trouble Again : Megan Glenneyre
- 1997 : Not in This Town : Femme au foyer
- 2000 : Le Prix de l'éternité (The Spring) : Cult Member (voix)